# فياتشيسلاف دجافانيان
فياتشيسلاف دجافانيان (الروسية: Джаванян, Вячеслав Юрьевич) مواليد 5 أبريل 1969 في غيومري، أرمينيا، هو دراج روسي سابق في صنف سباق الدراجات على الطريق. فاز بطواف بولندا في سنة 1996.

## روابط خارجية
- فياتشيسلاف دجافانيان على موقع أرشيف الدراجات (الإنجليزية)
- فياتشيسلاف دجافانيان على موقع إحصائيات الدراجات الإحترافية (الإنجليزية)
- فياتشيسلاف دجافانيان على موقع CycleBase (الإنجليزية)
- cyclingarchives نسخة محفوظة 21 يوليو 2019 على موقع واي باك مشين.